# Thomas Brand (4e vicomte Hampden)
Thomas Henry Brand, 4e vicomte Hampden (30 mars 1900 - 17 octobre 1965) est un militaire et pair héréditaire britannique.

## Biographie

### Jeunesse
Il est le fils de Thomas Brand, 3e vicomte Hampden et de Katharine Mary Montagu-Douglas-Scott, fille de William Montagu-Douglas-Scott, 6e duc de Buccleuch, il fait ses études à Eton, occupant le poste de page d'honneur du roi George V entre 1913 et 1916. Après Eton, il rejoint l'armée britannique et est nommé lieutenant dans la Rifle Brigade.

### Vie adulte
Il devient, en 1931, directeur général de Lazard Brothers & Co. Pendant la Seconde Guerre mondiale, il est directeur général britannique du Combined Production and Resources Board, de 1942 à 1944, puis de 1944 à 1945, président du comité officiel des fournitures pour les zones libérées. Il est nommé à l'Ordre de Saint-Michel et Saint-Georges en 1943.
Il est président de l'Association des maisons d'émission entre 1953 et 1954. Il succède aux titres de son père en 1958 et devient en 1965 Président de Lazards.
Son frère David Brand, 5e vicomte Hampden lui succède comme vicomte Hampden, tandis que ses deux filles survivantes restent co-héritières de la baronnie de Dacre, qui est ainsi mise en suspens. Cependant, la suspension prend fin en 1970 en faveur de sa fille aînée survivante Rachel Brand, 27e baronne Dacre.
Il succède à son père Thomas Brand, 3e vicomte Hampden à la Chambre des lords. Il ne semble pas avoir siégé ni prit part aux débats.

## Famille
Il épouse, le 26 juillet 1923, Leila Emily Seely (1900-1996), fille de Frank Evelyn Seely et de Leila Eliza Russell. Ils ont quatre enfants :
- Sarah Elizma Brand (7 juillet 1924 - 25 mars 1937), célibataire, sans enfants ;
- Gian Katherine Marque (6 avril 1927 - 23 janvier 1929), célibataire, sans enfants ;
- Rachel Brand, 27e baronne Dacre (24 octobre 1929 - 25 décembre 2012) épouse William Douglas-Home (3 juin 1912 - 28 septembre 1992), dont descendance ;
- Tessa Mary Brand (21 avril 1934 - 14 février 2020) épouse Julian Ogilvie Thompson (27 janvier 1934 - 11 août 2023), dont descendance.

## Distinctions
- Compagnon l'Ordre de Saint-Michel et Saint-Georges (1943)
- 1939-45 Star (1945)
- France and Germany Star (1945)
- Defence Medal 1939-45 (16 août 1945)
- War Medal 1939-1945 (16 août 1945)
- Médaille du jubilé d'argent de George V (6 mai 1935)
- Médaille du couronnement du roi George VI (12 mai 1937)
- Médaille du couronnement d'Élisabeth II (2 juin 1953)